# Квіліна
Квіліна (пол. Kwilina) — село в Польщі, у гміні Радкув Влощовського повіту Свентокшиського воєводства.
Населення — 269 осіб (2011).
У 1975-1998 роках село належало до Ченстоховського воєводства.

## Демографія
Демографічна структура на день 31 березня 2011 року:
|          | Загалом | Допрацездатний вік | Працездатний вік | Постпрацездатний вік |
| -------- | ------- | ------------------ | ---------------- | -------------------- |
| Чоловіки | 131     | 23                 | 86               | 22                   |
| Жінки    | 138     | 19                 | 70               | 49                   |
| Разом    | 269     | 42                 | 156              | 71                   |